# 鉱物

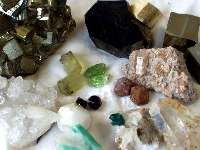
いろいろな鉱物

鉱物（こうぶつ、英: mineral）とは、地質学的作用により形成される、天然に産する一定の化学組成を有した無機結晶物質のこと。2025年現在、約6,100種の鉱物が国際鉱物学連合によって承認されている。

## 概要
国際鉱物学連合では鉱物（mineral substance）を「地球や地球外の天体で、地質作用を経て自然に生成した固体」と定義している。
文脈によっては広義の非金属鉱物や生体鉱物などより広く捉えられることもある（後述）。
鉱物の集合体を岩石という。鉱物や岩石のうち、人間にとって有用なものを鉱石という。
鉱物は金属鉱物と非金属鉱物に分けることができ、金属鉱物は一般に元素（金属）の状態で利用されるのに対し、非金属鉱物は化合物の形で利用されるものが多い。水銀に関連して、水銀鉱物として辰砂、アマルガム、メタ辰砂、角水銀鉱、モントロイ石、リビングストン石などとともに自然水銀が挙げられる。常温常圧で液体の天然物質のうち、自然水銀は例外的に鉱物の1つとして扱われている。なお、非金属鉱物については、広義には石炭、亜炭、石油、アスファルト、可燃性天然ガスまで含むこともあるが、これらは「燃料鉱物」とも称され、分けて取り扱われることが多い。
国際鉱物学連合の定義では地質作用の関わりがあるものに限定しており、骨、歯、貝殻などの生物の硬組織や、樹液が乾固した天然の固体無機化合物などを鉱物から除外している。ただし、歯、骨、貝殻など生物が生成する硬い組織の一部は鉱物と同じ物質からできており、これらは「生体鉱物」と称されることがある。特に特殊なバクテリアや、海底の熱水の噴出口に生息する貝類などが作る鉱物と同じ物質は、鉱物科学の研究対象になっている。また、難破船に搭載されていたスズが海水と反応して生成したアブフライトのように人的要因により生成した物質が鉱物として記載されたケースも存在するが、今日では認められない可能性が高い。
多くの鉱物はほぼ一定の化学組成で、かつ何らかの結晶としての性質をもつ。鉱物の色は、化学組成による本来の色に由来している場合と微量成分などの影響を受けている場合とがある。鉱石は鉱物や鉱物の集合体（岩石）のうち特に資源として有用なものを指すが、歴史的には18世紀から20世紀初頭にかけて発見された元素の多くが鉱物から単離、発見された経緯があり、その文脈で「鉱石」との記述がみられる。

## 鉱物種
鉱物の種は結晶構造と化学組成によって特徴付けられている。化学組成が同じであっても結晶構造が異なれば違う鉱物（この関係を多形と呼ぶ）となる。たとえば、石墨（グラファイト）とダイヤモンドの化学組成は共に純粋な炭素（C）であるが、結晶構造が異なるため別種の鉱物であり、全く異なった物性を有する。また、結晶構造が同じでも化学組成が異なれば違う鉱物（この関係を多型(もしくは同質異像)と呼ぶ）となる。方解石（CaCO3）と菱苦土石（MgCO3）は結晶構造はほぼ同一だが、化学組成が異なるため別種の鉱物である。

### 固溶体
結晶構造については、一定量までならば組成外の元素を含んでも維持できるため（固溶体）、同種の鉱物であっても化学組成には一定の幅がある。このとき固溶することのできる元素の量は、元素の種類と結晶構造に依存する。結晶構造が極めて近い鉱物同士の場合、自由な割合で固溶できる場合があり（連続固溶）、この場合にはちょうど 1:1 になる組成を境にしてそれぞれ独立の鉱物として命名する。

### 新鉱物・命名
天然で新たに発見された新鉱物は国際鉱物学連合（IMA）の「新鉱物および鉱物名に関する委員会（CNMMN）」に申請し、委員の過半数が参加した投票において、2/3以上の賛成を得ることにより承認される。
新鉱物の名称は、通常、その鉱物の産出地、発見者（申請者自身が発見者である場合を除く）、著名な鉱物学者、性質に基づいて命名される。名称はラテン文字で表記する（ラテン文字で表記されない言語の名称の場合は、ラテン文字に翻字する）こととされており、新鉱物の承認の投票に参加した委員から過半数の賛成を得ることにより承認される。名称の語尾には「-ite」か「-lite」をつけることが多い。
鉱物の和名について、日本鉱物学会（2007年に日本岩石鉱物鉱床学会と統合して日本鉱物科学会となった）では1955年以降、「石」と「鉱」以外は片仮名で書くことを取り決めている。その際、「石」は非金属光沢を持つ鉱物、「鉱」は金属光沢を持つ鉱物に用いる。しかし、片仮名では意味が取りにくいため、実際には漢字で書かれることが多い。

## 鉱物の分類

### 化学組成による分類
元素鉱物以外の分類は、含まれる負イオンの種類によって行なわれる。また、リン酸塩鉱物とバナジン酸塩鉱物のように負イオンの性質および形状が類似するものは、分類方法によっては一つのグループとされる場合がある。
元素鉱物
単独の元素からなる鉱物。自然金（Au）、自然銀（Ag）、自然銅（Cu）、自然蒼鉛（Bi）、自然テルル（Te）、自然硫黄（S）、石墨・ダイヤモンド（C）など。自然真鍮（CuZn）のように特有の結晶構造をもつ合金についてもここに分類される。ただし合金であってもイリジウム-オスミウムのように単純に固溶体を形成しているだけの場合は鉱物種とはならない。
硫化鉱物
金属元素と硫黄とが結合している鉱物。熱水鉱床などでよく見られる。黄鉄鉱（FeS2）、黄銅鉱（CuFeS2）、方鉛鉱（PbS）など。
酸化鉱物
金属元素と酸素とが結合している鉱物。石英（SiO2）、赤鉄鉱（Fe2O3）、磁鉄鉱（Fe2+Fe3+2O4）、チタン鉄鉱（FeTiO3）、スピネル（MgAl2O4）、コランダム（Al2O3）など。
ハロゲン化鉱物
金属元素とハロゲン元素とが結合している鉱物。岩塩（NaCl）、蛍石（CaF2）など。
炭酸塩鉱物
炭酸塩からなる鉱物。方解石（CaCO3）、苦灰石（CaMg(CO3)2）など。
ホウ酸塩鉱物
ホウ酸塩からなる鉱物。硼砂（Na2B4O5(OH)4・8H2O）など。
硫酸塩鉱物
硫酸塩からなる鉱物。明礬石（KAl3(SO4)2(OH)6）、石膏（CaSO4・2H2O）、天青石（SrSO4）、重晶石（BaSO4）など。
リン酸塩鉱物
リン酸塩からなる鉱物。燐灰石（Ca5(PO4)3(F,Cl,OH)）など。
タングステン酸塩鉱物
タングステン酸塩からなる鉱物。灰重石（CaWO4）など。
ケイ酸塩鉱物
ケイ酸塩からなる鉱物。カンラン石、輝石、角閃石、雲母、長石、沸石など。ケイ酸イオンの構造により、さらに細分化される。
有機鉱物
有機物からなる鉱物。他の鉱物は無機物からなるので対をなし、無機鉱物と同じく一応分類は可能であるが、40種ほどしか見つかっておらず、普通は「有機鉱物」でひとまとめにされている。
- 水を成分として含む鉱物を含水鉱物としてまとめることもある（雲母、角閃石など）。
- 炭酸塩鉱物、ホウ酸塩鉱物、硫酸塩鉱物、燐酸塩鉱物、ケイ酸塩鉱物を酸素酸塩鉱物としてまとめてることもある。
- 無機鉱物と有機鉱物に大別されることもある。

### 対称性による分類
鉱物を結晶形で分類する場合、漠然とした外見ではなく、対称性が重視される。これは、結晶の対称性には結晶構造の影響が特に強く現れ、原子の配列が反映されるものだからである。鉱物の結晶が取ることのできる対称性のパターンはいくつかに限られており、これを晶系と呼ぶ。
結晶がどの晶系に属するかによって、巨視的な外形（結晶形）や割れ方（劈開）、電気的・光学的な性質が大まかに決定される。逆に、鉱物がどの晶系に属するかを決定するには、結晶外形（とくに面角）や他の物理的性質を総合的に判断して決定する。ただし、現代ではX線回折のみによりほぼ決定することができる。
通常、七晶系で表現されることが多いが、七晶系のうち、三方晶系と六方晶系は、行列により座標の変換を行うと等価となるため、六晶系とする場合もある。
また、非常に少数であるが、結晶構造の存在しない非晶質の鉱物がある。
等軸晶系柘榴石、スピネル、蛍石、磁鉄鉱、黄鉄鉱、ダイヤモンドなど。
正方晶系ジルコン、ベスブ石など。
六方晶系（三方晶系を含む）石英、方解石、燐灰石、コランダム、石墨など。
斜方晶系カンラン石、斜方輝石など。
単斜晶系正長石、普通輝石、普通角閃石、黒雲母など。
三斜晶系斜長石など。
非晶質オパール、ネオトス石、芋子石、石川石など。

### 結晶構造による分類
結晶構造に着目して、同じ結晶構造をもつ鉱物をまとめて一つのグループとする場合がある。とくに、化学組成と晶系だけでは特徴を掴みにくい珪酸塩鉱物などでは一般的に使われる分類である。
原子の配列である結晶構造はあまりに微細であるため直接知る方法はなく、X線回折やその他結晶の物理的性質などによって間接的に推定する。化学組成や晶系から大まかに推定できる場合もある。ただし、同じ結晶構造だからといって必ずしも同じ晶系に属するわけではないことに注意が必要。例えば長石グループに属する鉱物は、単斜・斜方・三斜と3つの晶系にまたがる。
鉱物グループの例
- スピネルグループ
- 燐灰石グループ
- 柘榴石グループ
- 長石グループ
- 角閃石グループ
- 輝石グループ
- 沸石グループ

### 外形による分類
結晶が自由に成長できる環境で成長した場合を自形という。これに対して、他の鉱物に邪魔をされて自由に成長できなかった場合を他形という。また、自形結晶の外形だけを残して、成分が分解・置換してしまったり多形関係の別の鉱物になってしまう場合があり、このような場合を仮晶と呼ぶ。
鉱物の外形（結晶形）は、鉱物種を判断する上で非常に重要な要素であり、結晶を一見しただけで鉱物種を判断できる場合もある。ある鉱物種が取りやすい形をその鉱物種の晶癖という。
- 板状 : 白雲母、板チタン石
- 柱状 : 電気石、紅柱石
- 錐状 : 鋭錐石

しかし、結晶の面の大きさや稜の長さなどは比較的変わりやすいことが知られているため、決定的ではない。一方、結晶面同士の成す角度（面角）は、結晶面ごとに常に一定であることが知られており、鉱物の鑑定においてはより重要な性質である。

### 産出状態による分類
鉱物を産出状態や用途によってまとめることがある。
- 造岩鉱物 - 岩石を構成している鉱物。石英、長石、雲母、角閃石、輝石、カンラン石など。
  - ペグマタイト鉱物 - ペグマタイトを構成している鉱物。石英、長石、雲母のほか、電気石、緑柱石、蛍石など。
- 接触鉱物 - 火成岩（マグマ）の熱によって生成された鉱物。
  - スカルン鉱物 - 炭酸塩岩と火成岩との接触部にできる鉱物。柘榴石、輝石、ベスブ石、珪灰石など。
- 鉱石鉱物 - 鉱石として採掘される有用な鉱物。黄銅鉱、方鉛鉱、閃亜鉛鉱など。なお、鉱床内で不要なものは脈石鉱物という。
  - ろう石鉱物 - ろう石鉱床に産するロウ感のある鉱物。葉ろう石、ダイアスポア、絹雲母、コランダム、カオリナイトなど。
- 粘土鉱物 - 岩石が分解してできた粘土を構成する鉱物。モンモリロン石、緑泥石、カオリナイトなど。

マグマや熱水から最初にできた鉱物を一次鉱物（初生鉱物、英: primary mineral）、既存の鉱物が水や空気と反応して別種に変わったものを二次鉱物（英: secondary mineral）ということもある。ただし、その境界はあいまいである。

## 鉱物と産業

### 鉱物の所有
鉱物的地下資源を有用化するための一切の経済的活動を広義の鉱業という。
古代ギリシャでは地下の鉱物は土地所有権の目的とならず国家の直接の所有物とされ、ただ採掘に関しては地表の土地所有者の許可を要するとされた。古代エジプトでも鉱物採掘権は個人の所有とならず、国王が掌握するものとされていた。
鉱業法制上、鉱物に対するすべての権利を土地所有者から分離して特別の権利（鉱業権など）がなければ採掘できないとする鉱業権主義をとる国と、鉱物も土地所有権の構成部分として土地所有者または土地所有者から許諾を得た第三者に対して許可を行う土地所有者主義がある。

### 法定鉱物
いずれの国でも自然界の一切の種類の鉱物をすべて鉱業法制上の鉱物とすることはなく、一定の法律的意義を有するものに限っている（法定鉱物）。
法定鉱物に関しては、ことごとく法文に記載する列挙主義、典型的鉱物のみ示して他は類推により範囲を定める例示主義があるほか、最も初歩的なものとして自然科学上の鉱物として無条件あるいは一定条件の範囲で鉱物とする包括主義がある。
日本の鉱業法第3条第1項では『この条以下において「鉱物」とは、金鉱、銀鉱、銅鉱、鉛鉱、そう鉛鉱、すず鉱、アンチモニー鉱、亜鉛鉱、鉄鉱、硫化鉄鉱、クローム鉄鉱、マンガン鉱、タングステン鉱、モリブデン鉱、ひ鉱、ニツケル鉱、コバルト鉱、ウラン鉱、トリウム鉱、りん鉱、黒鉛、石炭、亜炭、石油、アスフアルト、可燃性天然ガス、硫黄、石こう、重晶石、明ばん石、ほたる石、石綿、石灰石、ドロマイト、けい石、長石、ろう石、滑石、耐火粘土（ゼーゲルコーン番号三十一以上の耐火度を有するものに限る。以下同じ。）及び砂鉱（砂金、砂鉄、砂すずその他ちゆう積鉱床をなす金属鉱をいう。以下同じ。）をいう。』、第2項では『前項の鉱物の廃鉱又は鉱さいであつて、土地と附合しているものは、鉱物とみなす。』と定義されている。

## 鉱物と文化
鉱物は古代から玉製品や青銅器などの原材料として利用されてきた。美しい鉱物は人工的に形を整えて宝石に利用される。
鉱物は蒐集趣味の対象にもなっている。日本では、隔週刊で、鉱物の原石を添付するコレクション雑誌が発売されていた（2001年7月～2005年10月）。